# Merlant
El poble de Merlant, disseminat, és un dels set pobles que formen el municipi de Porqueres (comarca del Pla de l'Estany)(al sector nord-oest del municipi). Documentat des del segle X,. L'església parroquial està dedicada a Sant Quirze i Santa Julita, i depenia de Porqueres.
Alguns dels masos més importants dins el terme del poble de Merlant són el Mas Gallifa, Ca l’Estrada i Can Soler.